# 라이가

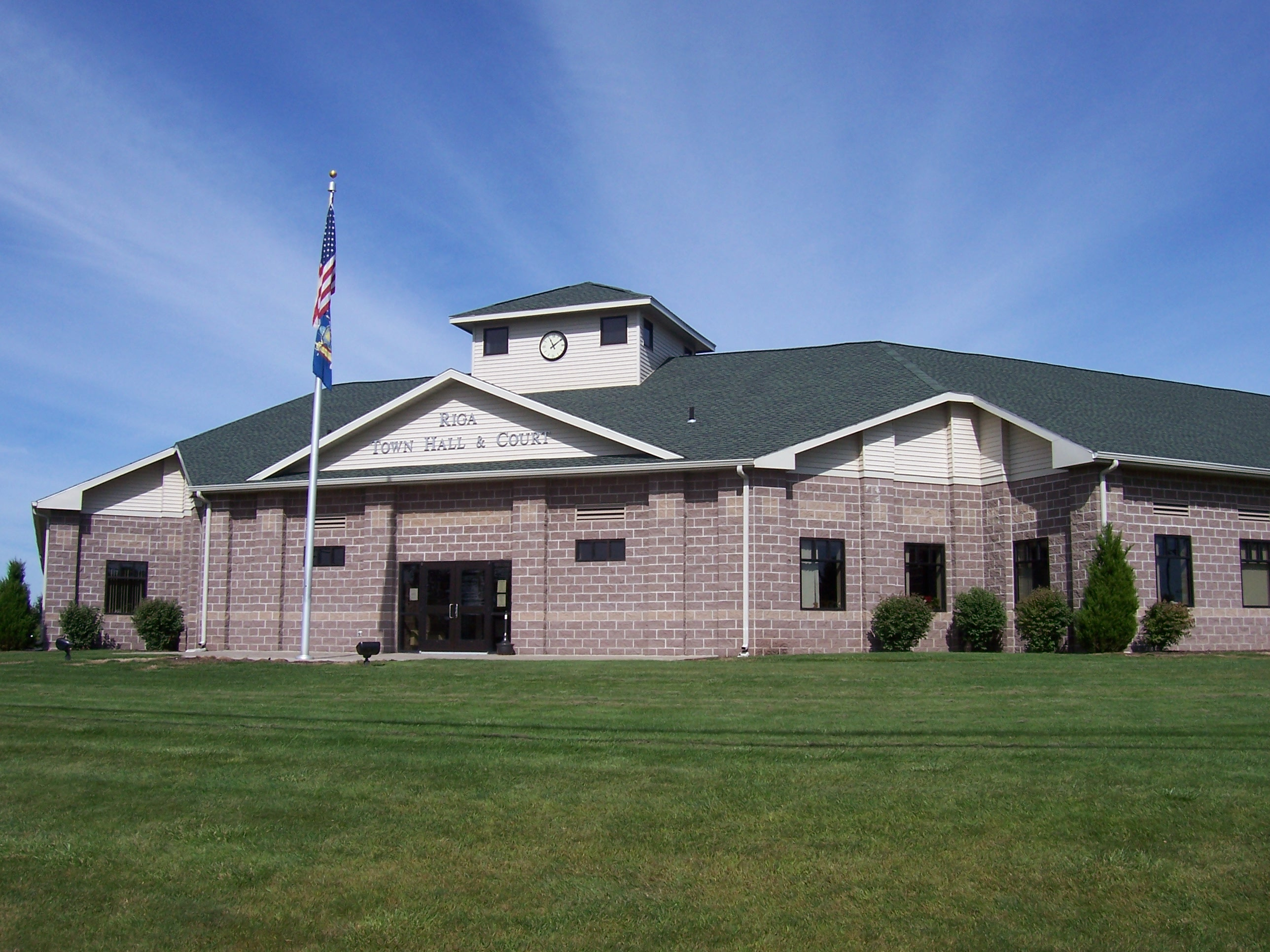
라이가 시청

라이가(영어: Riga)는 미국 뉴욕주 먼로군의 도시이다. 이 지역의 인구수는 2010년 기준 5,590명이다.
타운오브라이가(Town of Riga)는 먼로군 서쪽 경계에 위치한 로체스터의 남서부 지역이다. 지역적으로 이 도시의 이름은 "리가"가 아닌 "라이가"로 발음된다.

## 인구
| 인구조사              | 인구  | Note  | %±     |
| --------------------- | ----- | ----- | ------ |
| 1820년                | 3,139 |       | —      |
| 1830년                | 1,917 |       | −38.9% |
| 1840년                | 1,984 |       | 3.5%   |
| 1850년                | 2,159 |       | 8.8%   |
| 1860년                | 2,177 |       | 0.8%   |
| 1870년                | 2,171 |       | −0.3%  |
| 1880년                | 2,221 |       | 2.3%   |
| 1890년                | 2,031 |       | −8.6%  |
| 1900년                | 1,864 |       | −8.2%  |
| 1910년                | 1,853 |       | −0.6%  |
| 1920년                | 1,649 |       | −11.0% |
| 1930년                | 1,718 |       | 4.2%   |
| 1940년                | 1,669 |       | −2.9%  |
| 1950년                | 1,906 |       | 14.2%  |
| 1960년                | 2,800 |       | 46.9%  |
| 1970년                | 3,746 |       | 33.8%  |
| 1980년                | 4,309 |       | 15.0%  |
| 1990년                | 5,114 |       | 18.7%  |
| 2000년                | 5,437 |       | 6.3%   |
| 2010년                | 5,590 |       | 2.8%   |
| 2016 (추산)           | 5,627 | [ 1 ] | 0.7%   |
| U.S. Decennial Census |       |       |        |